# Pseudocraterellus
Pseudocraterellus — рід грибів родини Cantharellaceae. Назва вперше опублікована 1957 року.